# SM娛樂
SM娱乐（韓語：SM엔터테인먼트），是由歌手出身的李秀滿于1995年2月14日创办的一间韩国經紀娛樂公司。公司最初的重點是娛樂管理業務，現在新的附屬公司業務領域不斷擴大，旗下組合及業務成功打入了國際市場。《富比士》形容韩国SM娱乐有限公司為K-POP的創造者。

## 大事記

### 1995至1999年
- 1995年2月，法人设立，注册资金5000万韩圜，SM Entertainment成立。
- 1996年9月7日，韩国元祖男子偶像團體H.O.T出道，成為韓國90年代後期最有代表性的男子團體，不斷地創下驚人的銷售與得獎紀錄。
- 1997年11月28日，韩国元祖女子偶像團體S.E.S出道，成為韓國90年代後期最有代表性的女子團體，其巨大成功被視為是後輩女團的典範。
- 1998年，H.O.T、S.E.S打入中国及日本市場，掀起亚洲“韩流”热潮。同年3月24日，韩国最长寿的偶像團體神话出道。

### 2000至2004年
- 2000年4月，韩国SM娱乐有限公司登记注册韩国高斯达克市场，发行股票，成为韩国第一个娱乐文化股份公司。同年8月25日，BoA出道。有＂韓國天后＂之稱的BoA[6]取得的成就對韩国SM娱乐有限公司發展成韩国最出色的经纪公司有着舉足輕重的地位。
- 2001年，设立面向日本市场的SM Entertainment Japan，與日本最大唱片公司愛貝克思建立長久的合作關係。女團神飛樂團出道。同年，H.O.T宣布正式解散[7]，現時只有安七炫（Kangta）為韩国SM娱乐有限公司藝人，同年12月1日，女團M.I.L.K出道。
- 2002年2月 女團Sugar出道
- 2002年3月11日 男團Black Beat出道
- 2002年12月，与日本的FANDANGO JAPAN（YOSHIMOTO集团和KDDI的合资公司）、YOSHIMOTO集团及AVEX共同创立网路娱乐公司---FANDANGO KOREA，在网路与移动通訊迅速发展的时代，将主要负责大众开发数位訊息资源。同年，S.E.S宣布正式解散。
- 2003年，神話不與SM Entertainment續約，開始新的演藝生涯。同年，M.I.L.K突然宣布解散。
- 2004年2月7日，韩国至尊偶像团体東方神起出道，一躍成為極受歡迎的新世代歌手團體。東方神起的官方歌迷俱乐部Cassiopeia人數更以80萬打破當時的世界紀錄[8]。
- 2004年7月17日，視覺系搖滾樂團TRAX出道。

### 2005至2009年

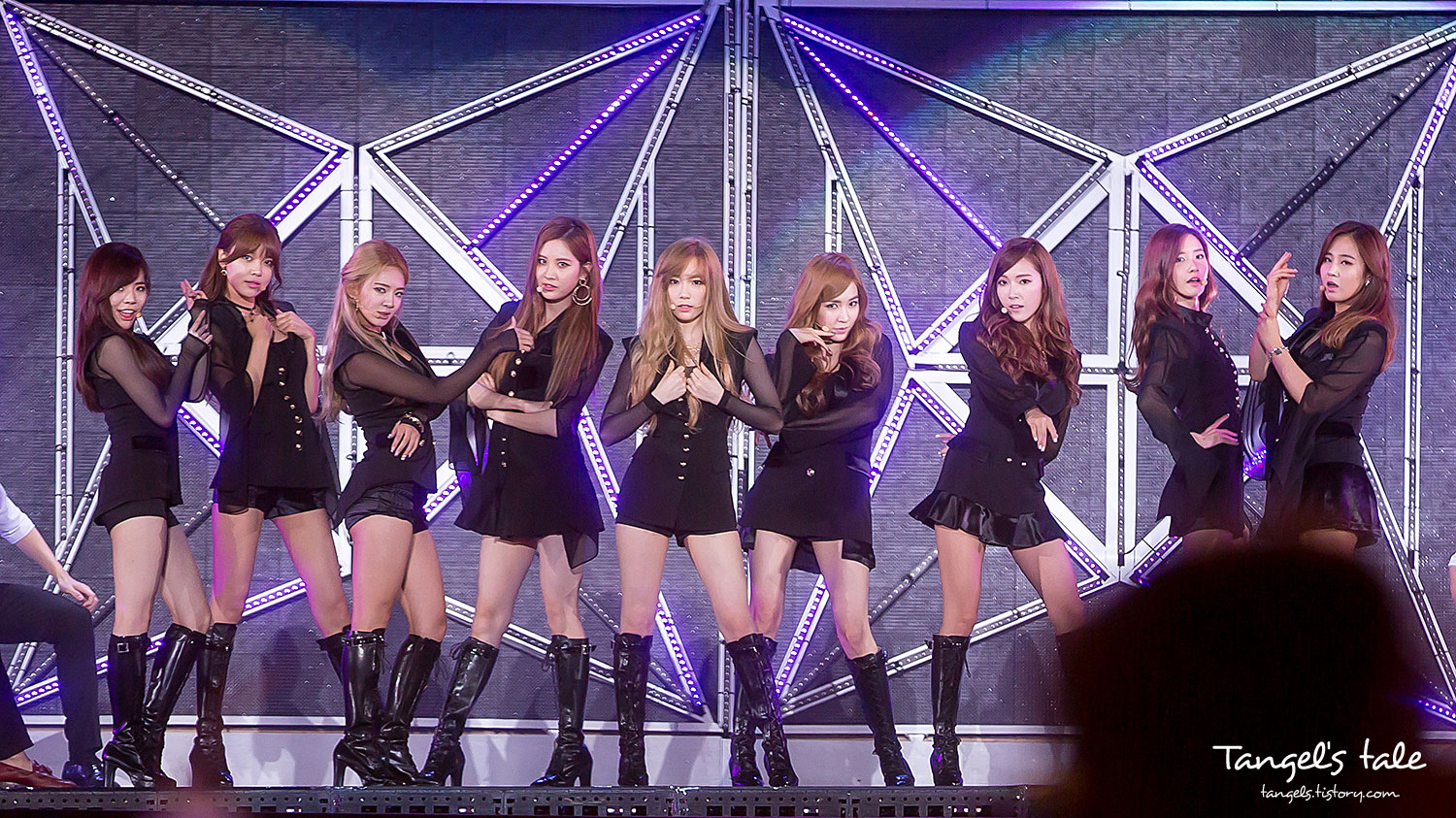
少女时代

- 2005年，H.O.T成員安七炫在韩国SM娛樂有限公司擔任培訓藝人成為股東和理事。5月1日，實力派美聲女子團體天上智喜出道。11月6日，韓國王牌男子天團Super Junior出道，至今為韓國獲得最多獎項的團體之一，橫掃三大頒獎典禮大賞團體。
- 2006年12月，Sugar宣布解散
- 2007年8月5日，韓國王牌女子天團少女時代出道，以卓越成績改寫了韓國女子團體在韓國樂壇的歷史，在世界各地皆累積廣大的知名度，為韓國最著名及最受歡迎的音樂團體之一。
- 2008年1月，韩国SM娱乐有限公司新成立子公司SM Amusement，SM F&B Development。 5月25日，韩国SM娛樂有限公司平均年齡最小的韓國人氣男子偶像團體SHINee出道。同年，韩国SM娛樂有限公司設立面向美國市場的SM Entertainment USA擴展業務。
- 2009年7月，東方神起在中、有天、俊秀三人與韩国SM娱乐有限公司關係惡化下，向首爾中央地方法院訴請解除合約效力。最終東方神起成員剩下允浩、昌珉二人。9月5日，韩国人氣女子偶像團體f(x)出道。Super Junior成員起範暫停參與Super Junior專輯發行等的團體活動，專注影視發展，於2015年8月18日演員合約期滿，正式離開SM娛樂有限公司[9]。12月21日Super Junior中國成員韓庚，以不平等的合約而入稟法院要求與韩国SM娱乐有限公司解約，最終單飛回到中國發展[10][11]。

### 2010至2014年
- 2011年4月8日，韩国SM娱乐有限公司宣佈與經理人公司KEYEAST、AM娛樂公司、Star J以及韩国三大娱乐公司的YG娛樂、JYP娛樂等5大陣營攜手合作，成立United Asia Management（簡稱UAM）超大型國際經紀公司[12]。
- 2012年4月8日，韩国超級人气男子偶像团体EXO分別在韓國及中國同時出道。EXO以超強人氣進軍中、韓的市場，在出道兩年內獲得多個大獎及打破多個世界紀錄。5月，成立負責電視電影產業新子公司 SM Culture& Content，積極開拓電視和電影的市場，包括制作以及投資。現任社長為金英敏，李秀滿為會長。9月19日，SM C&C決定吸收合併旗下擁有張東健以及金荷娜等明星的經紀公司AM娛樂[13]。
- 2014年3月21日，宣佈安七炫和BoA被委任為非註冊董事。兩人會以創意總監的身份去參與多個新事業計劃和內容，透過全球活動來展現出他們所累積的專門知識。另外，在21日舉行的股東大會中，金英敏、韓世敏、南昭英理事等再次當選為董事會成員，而金英敏則繼續被委任為社長。
- 5月8日，韩国SM娱乐有限公司正式宣布与百度达成战略合作关系。透过此次战略合作，百度音乐、爱奇艺将获得SM旗下艺人正版数位音乐、MV、演出影片在中国大陆地区的全面授权，同时共同深度运营SM旗下艺人的官方贴吧。5月15日，EXO-M隊長Kris於首爾中央法院對公司提出「合約再確認」訴訟，並於2016年7月20日正式和解。7月25日，人氣女子偶像團體f(x)成員Sulli暫停演藝活動。同年8月1日，韓國超級女子偶像團體Red Velvet出道。
- 9月30日，王牌女子天团少女時代成員Jessica表示被公司告知將退出少女時代。當日下午公司發表聲明，指出Jessica因個人事業與團體活動的矛盾無法妥善處理，因此讓Jessica離開少女時代，並以個人身分進行演藝活動，而少女時代也將以八人形式繼續活動[14][15]。9月，推出項目‘BeatBurger Project’，意在聚集具有創造力的人才，共同創造屬於SM自己的舞蹈[16]。10月10日，EXO-M成员Luhan因自称身體亮起紅燈等原因，向韓國SM娛樂有限公司提出合約無效。

### 2015至2016年
- 2015年4月23日，EXO-M成员Tao父親要求其與SM娛樂解約[17]。8月6日，少女時代成員Jessica與SM娛樂雙方發出聲明宣佈Jessica正式離开公司。8月7日，SM娛樂尊重f(x)成員Sulli決定，同意讓其退出團體，改以演員身份繼續進行演藝活動，日後團體將以四人繼續以f(x)名義來進行活動[18]。8月18日，Super Junior成員起範與SM娛樂合約期滿，正式離開公司並退出所屬團體[19]。
- 8月25日，SM娛樂推出新的演唱系列品牌THE AGIT，命名取自「為SM的藝人們專門準備用來招待歌迷的秘密活動指揮部（Agitpunkt縮寫）」。演唱主要在韓國國內首度打造的輕量型公演場舉行，該公演場位於首爾三成洞的SMTOWN THEATRE舉行，SM旗下的藝人以特別的概念展開接力演出。第一個帶來演出的是SHINee成員鐘鉉[20]。同日，SM娛樂宣布與體育運動行銷公司IB WORLDWIDE通過相互投資簽署戰略聯盟，在娛樂和運動方面展開合作，並將商號改為「GALAXIA SM」。[21]。
- 11月6日，王牌男子天團Super Junior出道10周年，同時所屬經紀公司SM娛樂宣布創立專屬廠牌Label SJ，此後將全面負責團體與成員個人活動、專輯製作，公司方面將給予製作經費及行銷上的支持。[22]。而Label SJ的成立是Super Junior成員們與經紀公司商討兩年的結果；營運方向由成員們及經紀人共同決策。[23]。
- 11月10日，東亞日報訪問製作部本部長李成秀 (이성수)，表示預計會在2016年推出多國籍新男子團體，也將設立 Hip-Hop (嘻哈) 與 EDM (Electronic Dance Music / 電子舞曲) 專門音樂品牌，也正在培訓許多抒情歌手[24]。11月18日，由浙江衛視、天娛傳媒、騰訊視頻聯合出品的青少年才藝養成勵志節目《燃燒吧少年》在北京富力萬麗酒店舉辦發佈會。SM娛樂將一同參與冠軍團隊的專輯製作，全方位的提供支援。邁出SM娛樂計畫的Culture Technology中國當地語系戰略化的第一步[25]。
- 12月31日，宣布將與旗下擁有眾多知名模特兒、同時也是韓國國內首屈一指的模特兒綜合經紀公司 ESteem 簽署戰略合作與持股投資合約，往後，兩家公司共享資源，積極促進事業計畫，希望創造互助效應，幫助彼此在全球娛樂市場的發展。而因為這是藝人經紀與模特兒經紀兩塊領域龍頭的合作，遂引起許多人的關注與討論。[26]。
- 2016年1月27日，在首爾三城洞SMTown Coex Artium舉辦發表會，創辦人李秀滿公開即將新推出的各類企劃方案。將推出一年52周每週發行新曲的「SM STATION」，打破傳統的專輯銷售方式，以數碼單曲形式為歌迷帶來更持續、自由的音樂[27]。2月11日根據相關媒體報導，表示中國最大的電商產業集團「阿里巴巴」對他們投資了355億韓元，將持有他們公司4%的股權，雙方會正式建立商業合作關係，攜手在中國市場推進在線音樂、宣傳、商品開發等方面的相關事業[28]。3月21日，SM C&C正式宣佈將於6月设立全资子公司Woollim Entertainment。同年4月9日以及15日 , 跨國男子偶像團體NCT第一分隊NCT U分別在中國及韓國出道。
- 2016年4月25日，SM娛樂設立新的EDM品牌ScreaM Records，ScreaM Records的首個作品是5月6日要發表的《Wave》並與Emart ElectroMart合作也是f(x)成員Amber、Luna參與的作品，將與國內DJ雙人組Xavi & Gi及海外有名的DJR3hab一起合作。[29]。
- 2016年5月27日，公司宣布與韓國知名補習班鐘路學院合作，將在首爾成立 「K-POP國際學校」，致力於培養世界性大眾藝術人才[30]。
- 2016年7月7日，跨國男子偶像團體NCT第二分隊NCT 127正式出道。[31]2016年7月21日，與 EXO 離團成員 Kris、Luhan間的訴訟， 長達約兩年的合約糾紛正式結束，三方當事人協議，合約將有效維持至2022年，但兩人不會作為EXO一員活動。且在韓國與日本的活动均需交由SM娛樂負責，而除此之外地區的活動則須向公司缴纳一定比例的收入，並正式退出組合[32]。
- 2016年8月12日，宣佈與Keyeast簽訂戰略性合作協議，推動多方面事業合作[33]。
- 2016年8月25日，跨國男子偶像團體NCT第三分隊NCT DREAM正式出道。

### 2017至2020年

舊SM娛樂集團企業標識

- 2017年1月3日S.E.S.（公司运营的第一個女子團體）為紀念出道20周年重聚回歸韓國歌壇，在SM娛樂的協助之下發出紀念remix曲《Love[story]》，並發出以《Paradise》等為主打歌的紀念專輯《Remember》，在2017年舉辦出道20周年慈善演唱會。
- 2017年3月30日，公告投資Mystic娛樂，以28%股份成為最大投資者。[34]
- 2017年11月1日，宣布更換舊有企業標識，代表色為粉、白、藍、灰，分別表示俐落、現代感性、革新、中性、知性。
- 2017年12月18日，男子偶像團體SHINee的27歲主唱鐘鉉於首爾服務式住宅內被發現燒炭自殺身亡，初時情況危殆，心跳停止，送院後證實不治。
- 2018年3月14日，購買演員經紀公司Keyeast部分股份[35]。並購買FNC旗下FNC Add Culture部分股份，成為最大股東，與FNC達成戰略結盟。[36]
- 2018年5月10日，宣布与越南最大型零售&生活方式企业IPP集团联手战略合作，并签订MOU协议以推进共同事业。[37]
- 2018年5月18日，以31%的持有股份完成了FNC ADD Culture的股權交替，FNC ADD Culture公司名稱正式改為“SM LIFE DESIGN GROUP”，FNC娛樂以18%的股份成為第二大股東。FNC的安碩俊理事今後將擔任SM LIFE DESIGN GROUP的經營顧問，通過SM LIFE DESIGN GROUP促進FNC與SM的戰略合作，實現綜合娛樂經紀產業聯合。[38]
- 2018年9月5日，女子團體少女時代新小分隊「少女時代-Oh! GG」出道并发行單曲專輯，分队由五位与公司续约的團體成員組成。
- 2018年10月2日，SM Entertainment 在 Million Market 的股票持份多達 50%，形同收購其為旗下品牌之一。目前雙方已經完成相關手續後，正在準備討論由 SM 子公司委員擔任 Million Market 共同代表的方案。[39]
- 2018年10月24日，SM Entertainment正式收購Million Market為旗下品牌，且由SM C&C 金代表擔任共同代表職。 [40]
- 2019年1月17日，跨国男子偶像团体NCT第四分队、華裔男子偶像團體WayV在中國正式出道。
- 2019年10月5日，与美国国会唱片合作推出男子偶像团体SuperM在美國正式出道。
- 2019年10月14日，人氣女子偶像團體f(x)的25歲前成員Sulli被經紀人發現在其寓所上吊自殺身亡。
- 2020年3月10日，SM娛樂舉行股東會議，決議自3月27日起任命由李成秀、卓永駿擔任共同代表一職。由負責音樂製作部本部長的李成秀為新任執行長（CEO）和負責藝人經紀管理與行銷部本部長的卓永駿為新任營運長（COO）。[41]
- 2020年4月14日，宣布取消NCT DREAM的20歲畢業制，包括既有成員Mark在內的七名成員將用NCT DREAM的構成和隊名以NCT U的形式進行活動[42]。
- 2020年8月18日，f(x)成员鄭秀晶与SM娱乐合约到期不续约，至此各成员均离开SM娱乐。
- 2020年9月21日，宣布NCT增加新成员，分别为日本籍的將太郎以及韓國籍的成燦[43]。
- 2020年11月17日，超人氣元宇宙女子團體aespa出道。

### 2021至2022年
- 2021年4月5日，宣布成立100%子公司SM Studios，将SM C&C、Keyeast、SM Life Design Group、Dear U、MYSTIC STORY 的所有股份以现货方式出资给新设法人SM Studios。SM studios计划通过责任经营体制，实现集团经营效率化。 随着电视剧、综艺、新媒体领域的综合管理，媒体工作室相关子公司将具备团体协商能力，确保市场竞争力。另外，通过此次结构改编，更加集中于音乐事业。[44]
- 2021年5月3日，韓國證券交易所將該公司變更為中型企業股。[45]
- 2021年5月7日，宣布將與米高梅合作，共同通過競賽選拔節目的方式從美國招募13至25歲的男生組建新的NCT的分隊，以NCT Hollywood的名義在美國出道。[46]
- 2021年6月，SM娛樂轉讓旗下子公司Million Market的股份，同時不再隸屬SM娛樂集團旗下子公司之一。
- 2022年5月2日，韓國證券交易所將該公司變更為藍籌股。[47]
- 2022年6月30日，SM娛樂與樂金電子攜手成立Fitness Candy進軍居家健身市場。Fitness Candy執行長沈元澤表示：「Apple Fitness+主打運動為主的用戶，我們透過娛樂價值和內容做出差異化。」樂金電子並表示，與SM攜手合作，可結合各自的專業，克服彼此的短處，為提供前所未見的居家健身服務。SM娛樂持股49%，將為Fitness Candy提製作由K-pop明星級運動員拍攝的影音內容。
- 2022年7月12日，SM娱樂宣布成立元宇宙内容制作技术专门公司STUDIO KWANGYA。STUDIO KWANGYA将下设后期制作(Post Production)、特效制作(VFX Production)、虚拟人物制作(Virtual Human)、VR制作(VR Production)、MV工作室(M/V Studio)、VR工作室虚拟工作室(Virtual Studio)等部门。同时将与韩国内外从事相关领域的企业合作，并将通过收购合并等各种方式引进优秀人才，从而构筑此领域的事业发展。STUDIO KWANGYA的“KWANGYA”是SM娱樂一直强调的SMCU(SM Culture Universe)世界观中出现的用语。代表着无规定、无规则、无定形、无限的领域，意味着超越空间无限的文化信息世界。此外，STUDIO KWANGYA还成立了STUDIO A，并计划负责进行VR演唱会的相关制作工作。今后STUDIO A的自制3D VR相机和影像处理软件、VR 视觉特效技术以及AI技术将用于为旗下艺人、K-POP艺人乃至全球艺术家的VR演唱会制作。

### 2023年至今
- 2023年2月3日，SM娛樂宣布進入SM 3.0時代，創辦人李秀滿已於2022年9月結束擔任SM總製作人，公司將在新時代下以多元製作中心（Multi Production Center）和廠牌（Label）經營，成為一個以粉絲和股東為中心的全球娛樂公司。另外，SM娛樂計劃於2023年推出四組新人組合和歌手，分別為新女子組合、虛擬偶像Naevis、NCT Tokyo以及新男子組合，並目標於同年發行41張專輯以及達到1800萬張專輯銷量[註 1]。[48][49]
- 2月7日，SM娛樂與Kakao、Kakao娛樂三方共同簽署戰略合作關係，並決議透過此次的持股投資強化三方戰略合作關係。未來三家公司將結合SM的多樣化IP與Kakao旗下不同平台和AI技術強化競爭力和全球市場並共享海外資源。往後更計畫共同培訓新人、製作與發布歌曲等企劃將展開多樣化的合作。[50]
- 5月24日，宣佈NCT成員將太郎、成燦退出NCT，並於同年以新男團成員重新出道。
- 7月，SM娛樂設立全資音樂版權出版子公司「KREATION Music Rights」，主要負責管理詞曲音樂創作者的音樂版權發行，並招募音樂創作者等為業務。同時該公司為『SM 3.0』經營策略之一，透過音樂發行建立資料庫，並將此資料庫提供給SM娛樂製作中心藝人，或者將音樂作品販售給第三方唱片公司和發行代理商，期望透過此模式提供公司未來的可持續性與營收來源。[51][52]
- 9月4日，人氣男子團體RIIZE出道。亦是SM娛樂進入『SM 3.0』時代後推出的首組偶像團體。
- 2024年2月21日，以日本为活动重心的NCT新分队NCT WISH出道，并以该分队出道为基准，NCT取消了无限扩张的制度。
- 2025年2月24日，女子組合Hearts2Hearts出道。[53]
- 2025年5月27日，於韓國金融監督院的公開資料，HYBE將於30日出售持有公司的9.38%全部股份給中國娛樂公司騰訊音樂娛樂，騰訊音樂娛樂成為公司第二大股東。[54]

## 經營權問題

### LIKE企劃
SM娛樂創立23年以來始終由創辦人李秀滿擔任音樂總製作人，近來SM高層與股東內部紛爭，起因於SM娛樂與李秀滿個人公司《라이크기획（LIKE企劃）》的內部交易和公司治理等多種問題導致。而依據金融監督院2021年發布的公告，LIKE企劃公司已從SM娛樂獲取240億韓元，相當於SM娛樂年營收三分之一金額。截至2022年9月份，SM娛樂以支付LIKE企劃181億韓元。根據統計SM娛樂從2000年至2022年這20年支付LIKE企劃的總金額為1486億韓元。
1997年，李秀滿創立LIKE企劃從1998年與SM娛樂合作，在SM娛樂上市第一年（2000年）便與LIKE企劃簽署長期專輯音樂製作諮詢合約，當時的簽約內容為負責SM娛樂藝人音樂製作諮詢業務，需支付「唱片銷售15%為手續費。」第二年（2001年）追加「若為強制許可專輯的情形，銷售額的5%為支付版稅。」2001年至2003年SM娛樂的營業利潤為106億韓元，在同樣三年的期間SM娛樂支付LIKE企劃50億韓元。在SM娛樂財政不佳的2004年、2006年、2007年、2008年仍每年支付LIKE企劃10億至20億韓元費用。
2010年，SM娛樂受益於韓流熱潮，在財報上獲得成長，LIKE企劃亦是如此，當時SM娛樂表示「李秀滿往後將專心旗下藝人進軍全球市場和專心製作音樂之業務。」此外，同年2月，李秀滿辭去SM娛樂內部理事職務，意味著李秀滿在SM娛樂沒有任何職位，是以製作人身份負責音樂製作。當時李秀滿持有SM娛樂股權為28.3%。
2015年，LIKE企劃從SM娛樂獲取了99億韓元，相較於前年（2014年）75億韓元，支付費用大幅增加32%。原因為LIKE企劃再度修改合約內容，由「唱片銷售額15%」改為「銷售額6%」。以2015年為基準計算，若按照先前合約「唱片銷售額15%」支付費用為89億韓元，但修改為「銷售額6%」支付費用增加為117億韓元。2016年至2020年，SM娛樂每年支付LIKE企劃100億至150億韓元。2021年SM娛樂銷售額創下歷史新高，同樣的支付給LIKE企劃的金額達到240億韓元也創下歷史新高。
SM娛樂與LIKE企劃的合約，對於SM娛樂的經營管理與資金結構有著不可忽視的問題。而SM娛樂與LIKE企劃的內部交易，受到股東譴責與市場對於SM娛樂的不信任。2022年在Align Partners公司與多數小股東不斷施壓於SM娛樂情況下，最終LIKE企劃於2022年12月31日終止與SM娛樂音樂製作合約。

### 經營權之爭
SM娛樂創立以來首度爆發經營權之爭，原因為李秀滿於2021年開始即有意出售當時持有約18.73%股權，當時傳出Kakao、CJ集團、HYBE均有接觸並有意購買，但仍討論階段。2023年2月3日SM娛樂宣佈公司未來進入「SM 3.0時代」，過往音樂製作採取以李秀滿為主的單一製作模式將改為以多元製作中心（Multi Production Center）和廠牌（Label）經營的願景。7日，SM娛樂宣佈發行新股與可轉換債券，Kakao作為出資第三方以現金增資的方式購買，Kakao持股比為9.05%。李秀滿透過法律代理人表示「SM娛樂董事會7日決議通過發行股票並由第三方購買和發行可轉換債券，屬違反商業法規與公司章程之行為，將依法提出假處分以阻絕非法行為並對於在會議中同意者追究刑事與民事的法律責任。」將向地方法院提出假處分申請。10日，HYBE宣佈購買李秀滿14.8%股權並宣佈將公開收購SM娛樂股票目標為25%股權。HYBE收購股票的同時意味著SM娛樂經營權之爭正式開始。SM娛樂時任管理層與HYBE管理層，雙方不斷以「公司經營理念、境外逃稅、壟斷市場」等與論戰影響。最終HYBE因SM娛樂股價超越收購價格宣告收購失敗。3月3日，首爾東部地方法院就李秀滿提出假處分申請一案裁決「禁止SM娛樂發行新股和可轉換債券」。由於地方法院已判定違法，Kakao隨即於7日宣佈以每股15萬韓元公開收購SM娛樂股票目標為35%股權。此一舉動讓HYBE、Kakao雙方進行會面並展開協商，金融市場盛傳雙方在協商過程中HYBE曾有意以每股16萬韓元展開二次收購，Kakao則表示「不論HYBE二次收購價為多少，我們都將進一步跟進，收購價調高至18萬或20萬甚至24萬都能接受。」強烈表達收購的意願。最終HYBE於3月12日宣佈放棄收購SM娛樂並出售6.97%股權。Kakao和Kakao娛樂則於3月28日順利完成收購35%目標，成為SM娛樂大股東。
- 以下為SM娛樂經營爭議之時間線

1. 2019年6月，KB資產曾發表公開信要求LIKE企劃應該合併至SM娛樂與整理非娛樂事業之公司和實施股東分紅。當時KB資產更表示「SM娛樂將高達46%營業額支付給李秀滿個人公司LIKE企劃。」依據SM娛樂財務報表顯示SM娛樂每年支付LIKE企劃達6%的版稅。[58]當時SM娛樂回應「由於LIKE企劃並非法人企業，就合併收購這部份較為困難，而音樂製作合約內容是與外部專家討論所制定的；就股東分紅將進行討論並考慮結束位於三成洞的SMTOWN COEX Artium的經營。」等同SM娛樂拒絕KB資產所提出的請求。當時的KB資產持有SM娛樂股權為5.13%。[59][60]另外，SMTOWN COEX Artium已於2020年6月正式關閉。[61]
2. 2022年2月21日，韓國股東積極主義Align Partners公司當時持有SM娛樂0.91%股權，推薦曾擔任SK Nexilis財務長的곽준호（Kwak Jun Ho）擔任審計師，舉薦公司以「SM娛樂為娛樂產業先行者引領K-POP前往全球，但股價卻不成比例認為在公司治理方面出現問題，並表示SM娛樂近來季淨利潤不佳、在2021年2月被韓國國稅廳調查並追繳202億韓元、應終止長期以來與LIKE企劃的製作合約、沒有股東分紅等相關因素侵害股東權益，導致金融市場對於SM娛樂投資信心下降。」[62]Align Partners再度表示「儘管舉薦職務為審計師也能對於SM娛樂進行監督與牽制。SM娛樂董事會長期由李秀滿關係者所組成，無法進行利益迴避、回應小股東要求與制定合理對策等問題。」對此，當時SM娛樂表示「很難對此事發表意見，請多諒解。」[63]
3. 3月31日，由於Align Partners上述的言論獲得81%多數股東支持成功讓곽준호（Kwak Jun Ho）成為內部理事並擔任審計師一職。SM娛樂代表理事李成秀、卓永駿股東會中表示「將虛心接受股東們的意見，將就解除LIKE企劃合約進行討論，並承諾往後將公佈相關事宜。」[64]
4. 8月17日，Align Partners發布公開信要求SM娛樂於9月15日就LIKE企劃合約問題提供相關進展與公告。[65]9月15日，SM娛樂回應表示「正在考慮與LIKE企劃終止合約，細節將於股東會議進行討論。」16日，Align Partners表示「對與終止合約一事尊重，但希望於本月30日提出針對如何改善後續合約事宜。」[66]10月4日，Align Partners表示「截至目前為止尚未看到SM娛樂提出任何改善事宜，為了保障股東權益將於今日（4日）申請調閱董事會議紀錄與會計帳本內容包含大股東等相關人士的交易詳細紀錄。」當時Align Partners持有SM娛樂股權為1.1%。[67]
5. 10月14日，SM娛樂表示「已於9月15日收到LIKE企劃提前終止的音樂製作合約報告，並於10月14日經由董事會決議於2022年12月31日提前終止製作合約。」[68]16日，追加立場表示感謝李秀滿在COVID-19期間與公司一同帶領新組合與世界觀。李製作人幾年前已提出終止合約要求，但公司希望他能一起帶領出道組合及尚未出道的組合寄望待組合步上軌道再終止合約，而李秀滿製作人則表示SM娛樂的藝人現在已在全球表現優秀，音樂製作方面建構的體系已完備的情況下，相信往後交付給優秀製作人時不會有太多問題，現在是退出的最佳時機而作為公司大股東虛心接受股東們的意見。」[69]
6. 11月1日，韓國遊戲開發公司Com2uS（朝鲜语：컴투스）宣佈收購SM娛樂約99萬多股，當時持有SM娛樂股權為4.2%，市場預計投資金額為670億韓元以上。金融市場盛傳Com2uS為SM娛樂白衣騎士，對此，Com2uS表示「此次投資是為了擴張的新型業務與SM娛樂多樣化IP所展開的合作，未來預計在區塊鏈和元宇宙等產業進行多方合作。」[70]
7. 2023年1月20日，SM娛樂宣佈將改善公司體制，並接受Align Partners所提出的12項改善協議。包含改善董事會成員組成、成立績效委員會、多元製作音樂方案、整理非娛樂事業之公司、實施股東分紅等相關協議。期盼能解決公司與股東們的紛爭。SM娛樂已於2月3日發表公司未來製作體系與走向。[71]
8. 2月7日，SM娛樂公告兩則重大資訊，第一則為SM娛樂發行123萬普通新股，Kakao作為出資第三方以現金增資的方式以每股91,000韓元認購，認購金額為1,119.3億韓元[72]；第二則為發行可轉換債券1,052.22億韓元，Kakao以每股92,300韓元認購，可轉換為114萬普通股[73]。Kakao以持股總額2171.52億韓元，共計9.05%股。同日，當時為公司大股東李秀滿透過法律代理人發表聲明表示「SM娛樂董事會7日決議通過發行股票並由第三方購買和發行可轉換債券，屬違反商業法規與公司章程之行為，將依法提出假處分以阻絕非法行為並對於在會議中同意者追究刑事與民事的法律責任。」並於隔日向地方法院提出假處分申請。[74]
9. 2月10日，SM娛樂發佈大股東協議轉讓股份公告，原大股東李秀滿持有SM娛樂439萬股約18.5%股權，HYBE已於9日和李秀滿協議以每股12萬韓元購買352萬股約14.8%股權，總金額為4228億韓元。李秀滿將僅持有86萬股約3.6%股權，HYBE並於同日宣佈公開收購以每股12萬韓元收購595萬1826股約25%股權。[75]此外，協議轉讓14.8%已於22日完成交易。[76][77]
10. 3月3日，首爾東部地方法院（朝鲜语：서울동부지방법원）對於李秀滿提出假處分申請一案裁決「禁止SM娛樂發行新股和可轉換債券」。[78]同月6日，SM娛樂因首爾東部地方法院裁定故解除發行新股與可轉換債券等相關合約。[79]同日，HYBE公開收購結果，HYBE僅收購23萬3817股約0.98%股權。當時HYBE持有SM娛樂股權為15.78%。[80]
11. 3月7日，Kakao為了與SM娛樂強化合作夥伴關係宣佈公開收購以每股15萬韓元價格收購833萬3641股約35%股權，總金額為1.25兆韓元。收購前Kakao持有78萬股約3.27%；Kakao娛樂持有38萬7400股約1.63%。共持有4.9%。10日至12日HYBE與Kakao雙方就SM娛樂收購戰進行協商並於12日達成協議，HYBE發佈公告表示「已和Kakao達成雙方合作之共識，為了避免因雙方收購競爭導致金融市場股價過熱情況，綜合考量下決議放棄收購SM娛樂。」對此，Kakao和SM娛樂均表示「尊重HYBE放棄收購決議。」[81]同月28日，Kakao公開收購結果，Kakao與Kakao娛樂分別持有494萬6821股約17.49%、455萬4220股約17.49%。最終Kakao以持有950萬股約39.87%股權成為SM娛樂最大股東。[82][83]此外，HYBE因收購失敗將手中部份持股轉售給Kakao，持股數從375萬股約15.78%股權降至209萬股約8.81%股權。[84]

## SM娛樂集團

### 音樂廠牌
- SM Classics（英语：SM Classics）：古典音樂廠牌
- ScreaM Records（英语：ScreaM Records）：EDM音樂廠牌
- KRUCIALIZE：R&B音樂廠牌

### 關聯公司
* 截至2023年12月31日
- SM娛樂子公司
  - SM Entertainment Japan（英语：SM Entertainment Japan）：2001年設立
  - SM Studios（英语：SM Studios）：2021年設立
  - SM Brand Marketing：2008年設立
  - Dream Maker Entertainment：2006年設立
  - SM Entertainment USA：2008年設立
  - SMTOWN PLANNER（SM타운플래너）：2017年設立
  - KREATION Music Rights（크리에이션뮤직라이츠）：2020年設立，原公司名為「SM Friends」因業務關係於2023年5月進行清算解散該公司。2023年7月轉為音樂版權公司並更名為「KREATION Music Rights（KMA）」。
  - SM 컬처파트너스：2022年設立的企業風險投資（英语：Corporate Venture Capital）公司
  - Studio Realive（스튜디오리얼라이브）：2022年設立，原公司名為「STUDIO KWANGYA」
  - Creative Space Entertainment [註 2]
  - SM Universe：2020年與鐘路學院（朝鲜语：종로학원）合作的教育課程。[85]
  - SM & Kakao Entertainment America
  - 卡斯梦（上海）文化傳播公司
  - Studio White：2023年設立[86]

| - SM Studios 子公司 - SM C&C - Hoon Media - Keyeast - MYSTIC STORY - Dear U - SM Life Design Group - MOA L&B International（모아엘앤비인터내셔널） - Beacon Holdings（비컨홀딩스） - SM Brand Marketing 子公司 - SM Brand Marketing SE ASIA HOLDINGS PTE - SM LIFESTYLE - Urban Coconut - PT. SMBM INDONESIA CORPORA - SM & Kakao Entertainment America 子公司 - MADE IN KOREA MEDIA LIMITED - KREATION Music Rights 子公司 - SMASHHIT（스매시히트）：安七炫為總製作人 - MonoTree（모노트리） - THE HUB（더허브） - 10x娛樂 - Kreation Music Rights Europe AB - Kustomade | - DREAM MAKER Entertainment 子公司 - S.M.(BEIJING) ENTERTAINMENT MEDIA - Dream Maker Entertainment USA - DREAM WITH US（드림위더스） - Beyond Live - Beyond Live Japan - SM Entertainment Japan 子公司 - Stream Media Corporation - SMEJ Plus - Stream Media Corporation 子公司 - everysing Japan - SM Entertainment USA 子公司 - S.M. Innovative Holdings - S.M. Innovative Amusement - Creative Space Development Property - Creative Space Development - Creative Space Entertainment 子公司 - Creative Space Innovation - Studio Realive 子公司 - STUDIO A - Studio CLON - 海外據點 1. SM Entertainment Japan 2. SM Entertainment USA 3. SM Entertainment BEIJING 4. SM TRUE - 相關公司投資 - 戰略聯盟 1. ESteem 2. Galaxia SM 3. Dreamus |

### 董事會與委員會成員
- 截至2025年3月17日，若有人事異動以新聞或公司報告書為主。[89]

| 姓名   | 職稱         | 職務                        | 所屬委員會                                       | 委員會職務                                    | 備註                                                              |
| ------ | ------------ | --------------------------- | ------------------------------------------------ | --------------------------------------------- | ----------------------------------------------------------------- |
| 張哲赫 | 共同代表理事 | CEO                         | 不適用                                           | 不適用                                        |                                                                   |
| 卓永駿 | 共同代表理事 | CEO                         | 不適用                                           | 不適用                                        | SM娛樂COO SM Life Design負責人                                    |
| 崔正民 | 社內董事     | CGO（Chief Global Officer） | 不適用                                           | 不適用                                        | SM娛樂SM True負責人                                               |
| 金圭植 | 社外董事     | 經營戰略                    | 社外董事候補推薦委員會 內部稽核委員會 治理委員會 | 治理委員會主席                                | SM娛樂社外董事 韓國企業治理論壇理事 Vista全球資產管理投資組合經理 |
| 金泰熙 | 社外董事     | 經營戰略                    | 社外董事候補推薦委員會 薪資報酬委員會            | 不適用                                        | SM娛樂社外董事 PYEONG SAN律師事務所律師 國務總理租稅審判院審判員  |
| 文正彬 | 社外董事     | 經營戰略                    | 社外董事候補推薦委員會 治理委員會                | 不適用                                        | 高麗大學經營學系教授 韓國戰略經營學會會長                         |
| 李勝敏 | 社外董事     | 經營戰略                    | 社外董事候補推薦委員會 內部稽核委員會            | 社外董事候補推薦委員會主席 內部稽核委員會主席 | Peter & Kim 律師事務所合夥律師                                    |
| 趙成文 | 社外董事     | 經營戰略                    | 社外董事候補推薦委員會 薪資報酬委員會            | 薪資報酬委員會主席                            | Chart Metric 代表理事（CEO）                                      |
| 李成勇 | 社外董事     | 經營戰略                    | 社外董事候補推薦委員會 薪資報酬委員會 治理委員會 | 不適用                                        |                                                                   |
| 李昌煥 | 非登記董事   | 經營戰略                    | 內部稽核委員會 薪資報酬委員會                    | 不適用                                        | Align Partners 代表理事（CEO）                                    |
| 張允中 | 非登記董事   | 經營戰略                    | 不適用                                           | 不適用                                        | Kakao娛樂 共同代表理事                                            |
| 朴智浩 | 審計師       | 審計                        | 不適用                                           | 不適用                                        | 不適用                                                            |

### 高階主管
- 截至2024年6月30日，若有人事異動以新聞或公司報告書為主。[90]

| 姓名   | 職務                                                | 備註                                                 |
| ------ | --------------------------------------------------- | ---------------------------------------------------- |
| 李成秀 | CAO （A&R負責人）                                   | 兼任SM Studios負責人                                 |
| 朴俊英 | CCO（顧客長 Chief Customer Officer）                | 兼任SM娛樂 Virtual IP 負責人、Studio Realive內部董事 |
| 金智媛 | CRO（公關長 Chief Relations Officer）               | 兼任DearU bubble非常務理事                           |
| 张政民 | CFO（財務長 Chief Financial Officer）               |                                                      |
| 金泰賢 | CLO（法律顧問 Chief Legal Officer）                 |                                                      |
| 洪吉華 | CHO（人事管理負責人 Chief Human Resources Officer） |                                                      |
| 尹成熙 | 結算 Process Innovation                             | SM娛樂財務中心負責人、SM Life Design董事             |
| 李藝智 | 影像IP商務                                          | SM娛樂表演與影像製作負責人、Studio CLON董事          |
| 高益祖 | contents製作                                        | Studio White CIC（Company In Company）               |
| 尹俊浩 | 對外合作                                            | [ 92 ]                                               |
| 朴泰賢 | 廣播媒體總監                                        | 兼任 SM C&C 經紀部部長                               |
| 劉英振 | 聲音 & 音樂總監                                     |                                                      |
| 安七炫 | 創意總監                                            |                                                      |
| 寶兒   | 創意總監                                            |                                                      |

## 現有藝人

### 製作中心
- SM娛樂於2023年為了提高製作音樂的效率及IP的製作速度，將旗下藝人劃分入不同的製作中心（Production Center）。[93]截至2024年6月與SM娛樂簽訂合約的藝人。[94]

| - 瑜鹵允浩 - 最強昌珉 | - JOY - SEULGI - IRENE |

| - 泰容 - TEN - 道英 | - MARK - 悠太 - 在玹 |

| - K.R.Y. - T - M - HAPPY - L.S.S. | - SC |

| - 周覓 - 厲旭 - 藝聲 - 希澈 | - SUHO - KAI - CHANYEOL |

### 音樂廠牌旗下藝人
| ScreaM Records - IMLAY - Mar Vista | SM Classics - 韓智熙 - Yohan Kim | KRUCIALIZE - 閔智雲 |

### 其他艺人
- 承漢

### 演員
| 男演员 - 崔宗潤 - 金京植 - 趙俊英 - 李哲宇 - 李東友 - 強仁 | 女演员 - 柳好貞 - J-Min - Lami - 金智友 |

### 限定/企划组合
| 男子组合 - S - Kangta & Vanness - 金希澈&金政模 - S.M. The Performance - Toheart - SuperM | 女子組合 - Girls On Top - GOT the beat | 混合组合 - S.M.THE BALLAD - Younique Unit - Triple T |

### 創作人
| 編舞家 - 黃尚勋 - 沈在元 - Kasper - 白久英 | 唱歌老師 - 張鎮永 - KIM SUNG PIL | 鋼琴家 - 宋光植 |

## 旗下子公司艺人
| 男藝人 - 金秀路 - 柳承穆 - 尹帝文 - 李學周 - 李現瞋 - 尹那武 - 金俊亨 - 韓政完 | 女藝人 - 方珉雅（Girl's Day成員） - 鄭智守 - 黃智雅 |

| 男藝人 - 姜鎬童 - 全炫茂 - 徐章煇 - 韓錫俊 - 尹泰榮 - 李陳鎬 - 金峻鉉 - 黃帝聖 - 裵晟載 - 郭埈彬 | 女藝人 - 張瑛蘭 - 孫貞恩 - 朴善英 - 金玟我 - 張睿元 - 許齡支（KARA成員） |

## 影視製作

### 電視劇
| - 2009年 - 向大地頭球 - 2011年 - 天堂牧場 - 2012年 - 致美麗的你 - 2013年 - 總理與我 - 韓國小姐 | - 2014年 - MiMi - 2015年 - 我的鄰居是EXO - D-Day - 生意之神－客主2015 - 2016年 - 鄰家律師趙德浩 - 38師機動隊 - 嫉妒的化身 | - 2017年 - Missing9 - 2018年 - 能先接吻嗎 - 油膩的Melo - 皇后的品格 |

### 綜藝節目
| 2012年 - Vitamin - 神話放送 2013年 - 人類的條件 - 媽媽咪呀 - 我們小區藝體能 - 尷尬學院 - Dancing 9 - EXO's SHOWTIME 2014年 - EXO 90:2014 - Super Junior-M Guest House 2015年 - channel 少女時代 - 日常的Taeng9cam - 孝淵的百萬LIKE - f(x)=1cm - The Mickey Mouse Club - 同床異夢，沒關係沒關係 | 2016年 - 孝淵的千萬LIKE - My SMT - NCT LIFE - 人生酒館 2017年 - 孝利家民宿 - 认识的哥哥 - LEVEL UP PROJECT! - 雪球項目 2018年 - 孝利家民宿 S2 - LEVEL UP PROJECT! S2 - Keyword＃BoA - 秘密姐姐 - 食糧日記 2021年 - 配送gayo-神秘唱片店 2023年 - NCT UNIVERSE : LASTART 2024年 - Made in Korea: The K-Pop Experiencee |

### 音樂劇
| - 2014年 - Singin' In The Rain - 2015年 - School OZ |

## 過去旗下藝人

### 已离开艺人

#### 歌手
| - 玄真英（1990-1993） - 韓東準（1991-1992） - 金光辰（1991-1992） - MAJOR - 徐妍秀（1994） - 尹本真（1994） - J&J - Jay Kim（1994） - Jay Kang（1994） - 劉英振（1995-2023） - H.O.T. - 文熙俊（1996-2005） - 李在元（1996-2001） - Tony An（1996-2001） - 張佑赫（1996-2001） - S.E.S.（1997-2002；2016-2017） - 神話（1998-2003） - Fly to the Sky（1999-2004） - 張娜拉（2001-2008） - M.I.L.K（2001-2003） - Sugar（2001-2006） - Black Beat（2002-2007） - 神飛樂團（2002-2003） - Isak N Jiyeon（2002-2004） - Isak（2002-2012） - 東方神起 - 金在中（2003-2009） - 朴有天（2003-2009） - 金俊秀（2003-2009） | - TRAX（2004-2019；2024） - 姜政佑（2004-2006） - 魯敏宇（2004-2009） - 金肩佑（2004-2019） - 金政模（2004-2019） - 天上智喜（2005-2009） - 上美Lina（2002-2024） - 天舞Stephanie（2005-2016） - 喜悅Dana（2001-2020） - 智聲Sunday（2005-2021） - Super Junior - 韓庚（2005-2009） - 起範（2004-2015） - 圭賢（2006-2023） - D&E（2011-2023） - 銀赫（2005-2023） - 東海（2005-2023） - 晟敏 （2005-2025） - 少女時代 - 潔西卡（2007-2015） - 蒂芬妮（2007-2017） - 秀英（2007-2017） - 徐玄（2007-2017） - Sunny（2007-2023） - 張力尹（2006-2017） - SHINee - 鐘鉉（2008-2018） - 溫流（2008-2024） - 泰民（2008-2024） | - Super Junior-M - Henry（2008-2018） - f(x)（2009-2020） - Amber（2009-2019） - Luna（2009-2019） - Victoria（2009-2019） - Sulli（2009-2019） - Krystal（2009-2020） - EXO - EXO-K（2012-2019） - EXO-M（2012-2019） - EXO-CBX（2012-2024） - Kris（2012-2022） - Luhan（2012-2022） - Tao（2012-2022） - Lay（2012-2022） - D.O.（2012-2023） - 伯賢（2012-2024） - Xiumin（2012-2024） - Chen（2012-2024） - Red Velvet - Wendy（2014-2025） - Yeri（2015-2025） - NCT - 泰一（2016-2024） |

1. 1 2 3  三人在團體解散后離開公司，並在2001年另行組成JTL及以此團體名義活躍至2004年。
2. ↑  團體在2002年解散后，鄭智勳和李小民離開公司。張鎮永、黃尚勳和沈在元留在公司並成爲培育練習生的指導。2014年，黃尚勳和沈在元以電音團體「Beat Burger」名義活躍。
3. 1 2 3  三人於2003年以東方神起成員出道，並於2009年因合約糾紛向SM娛樂提告。雙方於2010年達成和解，三人離開SM娛樂並另組JYJ。
4. ↑  SM娛樂雖未宣布解散，但團體自2009年起不再活躍。
5. ↑  SM娛樂雖未正式宣布，但相關藝人資訊已於官方網站上移除。
6. ↑  銀赫、東海、圭賢及晟敏已離開SM娛樂，但仍以團體名義活動。
7. ↑  於2005年以Super Junior成員出道，並於2009年因合約糾紛向SM娛樂提告。雙方於2010年達成和解，韓庚離開SM娛樂並專注中國大陸娛樂圈。
8. ↑  於2005年以Super Junior成員出道，並於2009年以專注戲劇發展而中止團體活動；於2015年因約滿不續約而離開公司及團體。
9. ↑  Sunny、Tiffany、秀英及徐玄已離開SM娛樂，但仍以團體名義活動。
10. ↑  於2007年以少女時代成員出道，並於2014年被通知離開團體。雙方於隔年達成協議，Jessica正式離開SM娛樂並多棲發展。
11. ↑  溫流及泰民已離開SM娛樂，但仍以團體名義活動。
12. ↑  於2008年以SHINee成員出道，並於2017年離世。SM娛樂於隔年發布鐘鉉遺作。
13. ↑  SM娛樂雖未宣布解散，但團體自2019年起不再活躍。
14. ↑  於2009年以f(x)成員出道，並於2015年離開團體，於2019年離世。
15. ↑  Xiumin、Lay、伯賢、Chen及D.O.已離開SM娛樂，但仍以團體名義活動。
16. ↑  SM娛樂於2019年中斷兩地子團企劃，各子團社交媒體一併註銷並整合至主要團體的社交媒體上。
17. 1 2 3  三人於2012年以EXO及子團體EXO-M成員出道，並各別於2014-15年因合約糾紛向SM娛樂提告。2018年，最終判決結果表明SM娛樂將負責三人的海外活動直至2022年約滿結束。
18. ↑  Wendy及Yeri已離開SM娛樂，但仍以團體名義活動。
19. ↑  於2016年以NCT及子團體NCT 127成員出道，並於2024年8月因涉嫌性犯罪而被通知離開團體，SM娛樂於同年10月正式解除合約。

#### 演員/主持
| - 徐玄振（2001-2009） - 尹博（2009-2013） - 秋家十（2002-2012） - 高雅罗（2003-2016） - 金荷娜（2013-2017） - 張東健（2013-2017） - 強藝元（2013-2018） | - 金時厚（2013-2018） - 李沇熹（2001-2020） - 奇道勳（2016-2021） - 金旻鍾（2006-2023） - 申東燁（2012-2023） - 李壽根（2014-2024） - 梁世燦（2021-2024） |

### 曾作为公司的练习生
| 男练习生 演員／模特 - 邊勝泰 - 侯明昊 - 郭明振（藝名為郭时暘） - 李鐘奭 - 李宏毅 - 劉潮 - 邢昭林 - 山下幸輝 - 尹瑞彬 - 周彥辰 歌手 - 趙燦爀（藝名為燦） - 趙珍虎（PENTAGON） - 崔太洋（P1Harmony，藝名為Theo） - 丁澤仁（NEXT） - 許永生（SS501、SS301） - 池韓率 - 金힘찬 - 金仁性（SF9，藝名為仁誠） - 金振煥（iKON，藝名為Jay） - 金鍾旼（高耀太） - 金珉縡（xikers） - 金珉秀（UNNAME） - 金泰來（ZEROBASEONE） - 金太榮（CRAVITY） - 金티모테오 - 金宇珍 - 金英助（藝名為RAVN） - 权志龙（BIGBANG，藝名為G-Dragon） - 权純一（城市札卡巴） - 李東憲（VERIVERY） - 李炅潣（TWS） - 李成烈（INFINITE） - 林焕钧（OZONE） - 松島正平（MYTRO） - 朴瀚彬（EVNNE） - 朴志訓 - 朴容主 - 朴有成（The KingDom，藝名為Ivan） - 柳俊民（ATBO） - 石樂園 - 邵子恆（POLARIX） - 申晶㬊（TWS，藝名為申惟） - 宋秉洋 - 梁禎元（ENHYPEN） - 劉昇彥（EVNNE） 參賽者 - （《NCT UNIVERSE : LASTART》） - 卜다니엘 （《Fantasy Boys》） - ヘイテツ （《NCT UNIVERSE : LASTART》） - 丁俊豪（《THE ORIGIN - A, B, Or What?》） - 金胤敘（《Debut's Plan》） - 權政賓（《NCT UNIVERSE : LASTART》，藝名為Jungmin） - 朴俞里（《PRODUCE X 101》、《極限出道 野生偶像》） - 白濱颯（《NCT UNIVERSE : LASTART》） | 女练习生 演員／模特 - 趙賢榮 - 具荷拉 - 許嘉允 - 高娜恩（藝名為高佑麗） - 具惠善 - 中村日南（藝名為向野日南） - 朴淨涓 - ปรมยุดา มีบุญรอด （藝名為Moa） - 俞昇延（藝名為孔升延） 歌手 - อาณัชญา สุพุทธิพงศ์ （KISS OF LIFE，藝名為Natty） - 安呈岷（藝名為veanii） - 崔智壽（ITZY，藝名為Lia） - 福富つき （Billlie） - 韓智效（Weeekly，藝名為Jihan） - 許讚美 - 許允真（LE SSERAFIM） - 鄭多玹 - 川上凜（tripleS） - 金采炫（Kep1er） - 金恩載（藝名為Ejae） - 金하람 （Billlie） - 金수산나 （Lapillus，藝名為Bessie） - 金玧序（BADVILLAIN） - 权志晏（藝名為率悲） - 李孝利 - 李知禹（tripleS） - 李守彬（KiiiKiii，藝名為Sui） - 李宣美 - 李榮書（ALLDAY PROJECT） - 呂柯薇（HITGS，藝名為薇薇） - 羅夏恩 - 吳慧隣（橙子焦糖，藝名為萊娜） - 朴奎利（KARA） - 朴志效（TWICE） - 朴鎮更（Woo!ah!，藝名為Wooyeon） - 朴昭妍 - 薛侖娥（NMIXX，藝名為Sullyoon） - 徐藝洋 - 俞琏静（宇宙少女） - 周心語（tripleS） 參賽者 - 高恩（《The Mickey Mouse Club》） - 李娜英（《The Debut: Dream Academy》、《Girls on Fire》） - 李普恩（《放學後的心動》） - 徐헤린 （《偶像學校》） - 宋多惠（《換乘戀愛3》） |

## 外部連結
- 官方网站
  - SMTOWN 韓國官方網站（页面存档备份，存于）
  - SMTOWN 日本官方網站（页面存档备份，存于）（日語）
  - SM Entertainment 集團官網（页面存档备份，存于）
  - S.M. Culture& Contents 官網（页面存档备份，存于）
- 官方影像频道
  - SM Entertainment Naver Tvcast
  - YouTube上的SMTOWN頻道
  - YouTube上的!t Live頻道
  - YouTube上的SMCCCLAB頻道
  - SMTOWN的Twitch頻道
  - SMTOWN（页面存档备份，存于）的V LIVE頻道
  - SM CCC LAB（页面存档备份，存于）的V LIVE頻道
  - SMTOWN的哔哩哔哩个人空间
- 官方社交媒体
  - SMTOWN的Facebook專頁
  - S.M. C&C (예능, MC매니지먼트)的Facebook專頁
  - S.M.C&C (배우매니지먼트)的Facebook專頁
  - SMMakesit.Live的Facebook專頁
  - SM CCC LAB的Facebook專頁
  - SMTOWN的X（前Twitter）
  - !t Live (잇라이브)的X（前Twitter）
  - SMTOWN的新浪微博（中文）
  - SMTOWN的Instagram帳戶
  - SM C&C的Instagram帳戶
  - SM CCC LAB的Instagram帳戶
  - SM Town Naver Post （页面存档备份，存于）
  - SM Culture & Contents Naver Post （页面存档备份，存于）